# 天堂之星
天堂之星（英文：Haven）是美国科幻电视剧星际旅行：下一代的第一季第十一集。在这一集中，联邦星舰进取号前往一颗名为“天堂”的M级星球，这颗星球以风景优美著称，但也有人相信这里蕴藏着神秘的治疗之力。同时，这也是顾问迪安娜·特洛伊的家乡。在企业号停靠在天堂星轨道上的时候，意外的得知特洛伊将以贝塔人的传统进行基因结合，而结合对象则是一位人类医生。可是特洛伊已有心上人威廉·赖克，但无奈被传统束缚，只好答应。但随后特洛伊发现这个医生也有他的心上人，他经常在梦里见到这个女孩，并将她画了下来。但随后船员发现一艘星舰朝企业号飞来，根据探测结果，这艘星舰是一艘Tarellian星舰。Tarellian早在几十年前就已经被一种病毒灭族，生还者身上还带有这种病毒，所以被各个星球所隔离。但巧的是，医生的梦中情人便是这艘星舰舰长的女儿，而且他的女儿也有着同样的梦。医生为了爱情义无反顾的带上补给品和药品传送到了Tarellian星舰上，并发誓要治好他们的病毒。